# Vampire aus der Alten Welt
Vampire aus der Alten Welt (engl. Vampire: The Dark Ages) ist ein auf Vampire: The Masquerade basierendes Rollenspiel, das 1996 von White Wolf veröffentlicht wurde. Als Gamedesigner waren Jennifer Hartshorn, Ethan Skemp, Mark Rein·Hagen und Kevin Hassall für die Konzeption verantwortlich. 2002 erschien vom gleichen Verlag eine zweite Edition des Spiels. Beide Editionen wurden von Feder und Schwert ins Deutsche übersetzt.
Die erste Edition spielte im Jahre 1197, während die zweite die Zeitlinie auf 1230 vorschob. Beide spielen in einem dunklen, mittelalterlichen Europa, in dem Vampire die Nacht beherrschen.
Zur Zeit des Erscheinens der zweiten Edition wurden mehrere im gleichen Setting spielende Nebenlinien hinzugefügt: Dark Ages: Werewolf, Dark Ages: Mage, Dark Ages: Inquisitor und Dark Ages: Fae. Diese Nebenlinien wurden nie auf Deutsch übersetzt.

## Clans
In Vampire aus der Alten Welt treten wie in Vampire: The Masquerade 13 Clans auf. Alle diese Clans führen sich auf einen Enkel von Kain (3. Generation, „Vorsintflutliche“) zurück. Im Folgenden werden die Clans kurz charakterisiert.

### Assamiten
Die Assamiten sind als Auftragskiller berüchtigt. Sie stammen aus den arabischen Ländern. Als Bezahlung für Auftragsmorde verlangen sie meist das Blut ihrer Opfer. Sie waren auch auf Seiten der Araber in die Kreuzzüge verwickelt. Der Clan hält sich von anderen Clans fern und schließt keine langfristigen Bündnisse.
Sie führen sich auf den Vorsintflutlichen Haqim zurück.

### Brujah
Die Brujah sind ein seltsam zwiespältiger Clan. Seine Mitglieder sind einerseits Philosophen, die eine egalitäre Ordnung anstreben, in der Menschen und Vampire offen zusammenleben können. Dieses „Projekt“ haben sie bereits in Karthago erfolglos zu realisieren versucht. Auf der anderen Seite sind sie äußerst aufbrausend und reizbar und verlieren leichter als Mitglieder anderer Clans die Beherrschung. (In diesem, als Raserei bekannten Zustand wird der Vampir nur noch vom Tier gesteuert, das alles zu töten trachtet, was sich bewegt.)
Es geht das Gerücht um, ihr Oberhaupt Troile habe seine Stellung durch Diablerie (das heißt, völliges Austrinken und Usurpieren der Seele) an seinem Erzeuger Brujah errungen. Dies wird in der Zeit um den Untergang von Karthago angesiedelt. Die Nachkommen Brujahs sollen demzufolge weniger reizbar sein. Die modernen Brujah waren dieser Version zufolge ursprünglich eine Kämpferblutlinie, die den Hauptclan gegen Feinde schützen sollte.

### Gangrel
Die Gangrel werden oft als „Gestaltwandler“ aber auch als „Hinterwäldler“ bezeichnet. Der erste Spitzname bezieht sich auf eine dem Clan eigene Macht des Gestaltwandels. Der zweite, weniger schmeichelhafte Name bezieht sich darauf, dass Gangrel meist das Leben in der Wildnis der Existenz in Städten vorziehen. Dementsprechend sind sie oft einzelgängerisch veranlagt und der Clan ist nicht besonders organisiert. Die Gangrel in Transsylvanien verbindet ein Bündnis mit den Tzimisce und Nosferatu, das sich vor allem gegen die aufstrebenden Tremere richtet.
Die Gangrel führen ihren Vorsintflutlichen auf Ennoia zurück.

### Jünger des Seth
Die Jünger des Seth (auch Setiten) sind als „Schlangen“ verschrien, da sie es als ihre Pflicht ansehen, sowohl Sterbliche, als auch Vampire zu „verderben“ und zur Sündhaftigkeit zu verführen. Setiten sind oder erscheinen meist sehr umfassend gebildet und bieten jederzeit gern ihre Hilfe an. Die Dankesschuld benutzen sie dann um durch ihre Schuldner Intrigen aufzuziehen und Verderbtheit zu säen. Die Setiten kommen ursprünglich aus Ägypten, wo sich noch immer die Ältesten des Clans aufhalten. Aufgrund ihres Ziels alle anderen zu korrumpieren, schließen sie keine langfristigen Bündnisse mit anderen Clans.
Die Jünger des Seth führen sich auf den ägyptischen Gott Seth zurück und behaupten, dieser sei sogar ein direktes Kind (2. Generation) von Kain, und habe diesem erlaubt, ihn zum Vampir zu machen.

### Kappadozianer
Sie sind ein Clan von Nekromanten und Totenbeschwörern. Sie beschäftigen sich vornehmlich mit dem Studium des Todes, ohne sich großartig mit der Politik der anderen Kainskinder zu beschäftigen. Sie versuchen nur das große Ziel des Clans, die Gottwerdung ihres Clansgründers Kappadozius zu erreichen, auch wenn die meisten Mitglieder nichts von diesem Plan wissen. Dazu ist ihnen allen zu eigen, dass sie totenblass sind, egal wie viel Blut sie trinken. Neuerdings hat der Clan Mitglieder der italienischen Händler- und Nekromantenfamilie Giovanni in seine Reihen aufgenommen, was sich später als fataler Fehler erweisen wird. Ende des 15. Jahrhunderts wird der gesamte Clan von den Giovanni ausgelöscht worden sein und nur noch Mitgliedern der Familie den Kuss geben.
Der Clan führt sich auf den Vorsintflutlichen Ashur oder Kappadozius zurück. Dieser wird 1444 von Augustus Giovanni diableriert.

### Lasombra
Die Lasombra sind ein Herrscherclan, genau wie die Tzimisce und die Ventrue. Im Gegensatz zu den Erstgenannten ziehen sie es meist vor, nicht selbst zu Herrschen, sondern ziehen lieber als graue Eminenz im Hintergrund die Fäden. Sie sind Puppenspieler und Manipulatoren von unglaublichem Geschick. Des Weiteren haben sie die Fähigkeit, Schatten zu verformen und sogar schwärzeste Finsternis aus dem Abgrund hervorzurufen. Ihr unumstrittenes Reich ist Spanien. Der Clan hat besonders viel Einfluss auf die römisch-katholische Kirche. Das größte Problem des Clans ist seine Spaltung in neuerer Zeit. Es gibt eine Islamische und eine christliche Fraktion, wobei der größte Teil des Clans, sowie seine Führung christlich blieben und den islamischen Teil mit eiserner Faust zu unterdrücken versuchen. Der Clan führt sich auf den Vorsintflutlichen Lambech zurück, der im „Castel d'Ombro“ (Schloß der Schatten) an der Küste der Insel Sizilien noch immer in unruhigem Schlaf liegen soll.

### Malkavianer
Die Haupteigenschaft der Malkavianer ist ihr unheilbarer Wahnsinn. Dieser Wahnsinn wird von Generation zu Generation weitervererbt und kann vom harmlosen Irren bis hin zum psychotischen Serienmörder reichen.
Das Chaos folgt den Malkavianer, wo auch immer sie hingehen. Es ist als ob eine Aura des Wahnsinns den Ort erfüllt, der von einem Malkavianer heimgesucht wird.
Niemand vermag genau zu sagen, was einen Malkavianer eigentlich so gefährlich macht. Doch befreit von den Schranken des Verstandes tun sie einfach was sie wollen und gewinnen in ihrem Wahnsinn dabei Einblick in eine groteske Weisheit, die einem gesunden Geist ewig verschlossen bleiben wird.
Dieser Clan hat je nach Bedarf eine variable Organisation. Sie haben ein lockeres Bündnis mit den Ventrue und Toreador, aber wo ihre Loyalität tatsächlich liegt weiß niemand.
Die Malkavianer führen sich auf den Vorsintflutlichen Malkav zurück.

### Nosferatu
Wenn ein Mensch den Kuss eines Nosferatu empfängt, verwandelt er sich nicht nur in einen Vampir. Innerhalb von Wochen erlebt der Körper des neuen Nosferatu eine schreckliche Verwandlung und mutiert in ein hässliches Monster. Diese grausige Verwandlung verursacht häufig ein psychisches Trauma verbunden mit Hass auf alles was schön ist.
Andere Nosferatu finden geradezu Gefallen daran, andere mit ihrer grotesken Erscheinung zu erschrecken.
Dieser Clan rekrutiert neue Mitglieder unter den Ausgestoßenen der Gesellschaft, Landstreicher, Kriminelle, exkommunizierte Priester etc.
Nosferatu leben unter der Erde in Katakomben, Kanalisation und Höhlen.
Sie sind Meister darin, sich zu verbergen, anzuschleichen, nicht bemerkt zu werden und kommen so in den Besitz allerlei Informationen, die sie verkaufen.
Auf Grund ihres monströsen Aussehens von den anderen Vampiren verachtet ist dieser Clan sehr gut organisiert, die Mitglieder halten zusammen und gehen sehr höflich miteinander um.
Die Nosferatu in Transsylvanien verbindet ein Bündnis mit den Tzimisce und den Gangrel.
Die Nosferatu führen sich auf den Vorsintflutlichen Absimiliard zurück.

### Ravnos
Die Ravnos sind als Clan der Spieler bekannt. Sie werden oft mit den klassischen Roma\Sinti assoziiert.
Ravnos besitzen die Clansdisziplinen Tierhaftigkeit, Schimären und Seelenstärke. Ihre Clansschwäche ist es – auf welche Art und Weise auch immer – Verbrechen zu begehen.
Die Ravnos führen sich auf den Vorsintflutlichen Ravana (alias Zapathasura) zurück.

### Salubri
Die Salubri bestehen aus zwei Hauptlinien, einer Heiler-Blutlinie und einer Kämpfer-Blutlinie. Diese Linien haben den Ruf, pazifistisch beziehungsweise äußerst rechtschaffene Paladine zu sein. Tatsächlich bestätigen nahezu alle Salubri diese Vorurteile. Sie führen sich auf den Vorsintflutlichen Saulot zurück, der als Pazifist gilt und angeblich der erste Vampir ist, der Golconda erreicht hat.
1133 wurde Saulot vom ehemaligen Magier Tremere diableriert. In den folgenden Jahrhunderten wurden die pazifistischen Salubri von den Tremere bis auf wenige Ausnahmen gnadenlos gejagt und ausgelöscht.

### Toreador
Die Toreador sind allesamt Künstler. Sie wurden entweder auserkoren, weil sie eine Kunst sehr gut beherrschen, oder weil sie unglaublich schön sind, so dass sie selbst Kunst sind. Sie verbringen ihr ganzes Dasein mit der Suche nach Kunst und sind der einzige Clan, der sich wirklich noch unter den Menschen aufhält. Dementsprechend nehmen sie oftmals Einfluss auf die Kultur der Sterblichen, werden jedoch auch von dieser Kultur geprägt. Einige Clans halten die Toreador deshalb für schwach und verweichlicht.
Die Toreador sind fast gar nicht organisiert, sondern leben nur locker als Clan zusammen; sie treffen sich nur gelegentlich und das sind auch keine Treffen, um Probleme oder Angelegenheiten des Clans zu besprechen, sondern dienen eher der Unterhaltung und des gesellschaftlichen Zusammenseins.
Der Nachteil der Toreador besteht darin, dass sie manchmal von der Schönheit eines Anblicks so überwältigt sind, dass sie sich nicht davon losreißen können und so sogar stundenlang vor diesem Anblick stehen bleiben, unfähig, sich zu rühren oder auf irgendetwas zu reagieren. Auch wenn es sich bei dem Anblick um den Sonnenaufgang handelt.
Die Toreador stammen von einem Kainiten der dritten Generation ab. Dabei handelt es sich um Arikel, welche zumeist als weiblich beschrieben wird. Es gibt allerdings auch Gerüchte, dass Arikel von ihrem Kind Ishtar erschlagen und diableriert wurde, und somit Ishtar Gründerin der Linie ist.
Dafür spricht die Existenz einer Gruppe Kainiten, welche in Afrika ansässig sind. Diese sind allerdings aus dem nahen Osten eingewandert und behaupten von einer dortigen Gottheit (Ishtar) abzustammen und nennen sich daher Ishtarri.

### Tremere
Die Tremere sind ein eingeschworener Clan mit einer strengen und steilen Hierarchie. Die Linie besteht fast nur aus jenen, die bereits zu Lebzeiten mächtige Magier und Gelehrte gewesen sind. Sie wählen ihre Mitglieder nach Potenzial und Begabung in den arkanen Wissenschaften aus. Jedes neu erschaffene Kind ist gezwungen von jedem der sieben Ratsherren Blut zu sich zu nehmen, so entsteht eine starke Bindung zwischen dem Clansmitglied und den ältesten, die meist in bedingungslosem Gehorsam fruchtet.

### Tzimisce
Bei diesem Clan handelt es sich vornehmlich um Abkömmlinge aristokratischer Familien Osteuropas und im Gebiet des Balkan. Sie haben eine enge Verbindung zu ihrer Heimat und ihren Ländereien, was sich auch in ihrer besonderen Schwäche äußert. Sie müssen stets in Erde ihrer Heimat schlafen. Als einer der wenigen Clans gebieten sie über eine Anzahl von Ghul-Familien (auch Wiedergänger-Familien genannt). Ihre einzigartige „Disziplin“ ist die des Fleischformens. Dabei handelt es sich allerdings um einen aus der Umbra eingeschleppten Seelenparasiten. Eine Linie des Clans wird allerdings nicht von diesem Seelenfresser infiziert und existiert in geringer Zahl als die „Tzimisce des Alten Landes“ (Old Clan Tzimisce) weiter.
Die Tzimisce sind einer der zwei Clans, welche sich fast vollständig dem Sabbat anschließen, als dieser gegründet wird. Gemeinsam mit den Lasombra stellen sie den wesentlichen Machtfaktor dieser Sekte.
Zur Zeit von Vampire: Dark Ages gehören sie zu den „High Clans“, sind also gesellschaftlich angesehen und akzeptiert.
Die Tzimisce vernichten ihren Vorsintflutlichen im Rahmen der „Anarchen Revolte“.
Vermittels eines gefangen genommenen Ahnen der Tzimisce gelingt es den (noch menschlichen) Tremere Zauberern sich zu Vampiren zu machen. Zwischen den Tzimisce und den Tremere besteht seitdem eine Blutfehde.
Auch unter den Tzimisce gibt es Blutmagier, die Koldunen genannt werden und „Koldunische Hexerei“ statt Thaumaturgie wirken.

### Ventrue
Die Ventrue sehen sich selbst gerne als Clan von Herrschern. In der Tat stellt dieser Clan die meisten Prinzen. Das Ziel auf das die Ventrue offenbar stets hinarbeiten ist es, alle Clans unter ihrer Herrschaft zu vereinigen. Ihre Mitglieder rekrutieren sie meist aus der Aristokratie oder anderen Führungseliten der Gesellschaft. Die Ventrue legen, mehr als andere Clans, Wert darauf, nicht nur die Vampirische Gesellschaft zu kontrollieren, sondern auch die Gesellschaft der Sterblichen. Daher sind die meisten Herrscherfamilien von Ventrue-Ghulen unterwandert und die Herrscher werden von den Ventrue manipuliert. Sie haben jedoch nur wenig Einfluss auf die Kirche, welche weitgehend von den Lasombra kontrolliert wird.
Die Ventrue sind der erste Clan, der Verhandlungen mit den Tremere aufgenommen hat, die bei den anderen Clans aufgrund der gnadenlosen Verfolgung der Salubri noch lange gehasst wurden.

### Sonstige
Eine weitere Rolle spielt der „Clan“ der Baali, der jedoch den meisten Vermutungen zufolge nicht von einem Enkel Kains (3. Generation), sondern von einem Urenkel (4. Generation) abstammen. Damit wären sie genau genommen eine Blutlinie. Allerdings ist ungeklärt, von welchem Enkel Kains der Gründer dieser Linie abstammt. Da die Baali Dämonenbeschwörer sind und sich offen mit ihrer Bösartigkeit brüsten, ist es allerdings nicht weiter verwunderlich, dass sich niemand für ihre Existenz verantwortlich zeigt.